# Озерецковский, Кузьма Яковлевич
Кузьма Я́ковлевич Озерецко́вский (р. ?, село Озерецкое, Дмитровский уезд, Московская губерния — 1773) — переводчик, писатель, священник.

## Биография
Родился в селе Озерецком в семье священника Якова Озерецковского. Брат академика Николая Яковлевича Озерецковского и первого по времени обер-священника армии и флота Павла Яковлевича Озерецковского. Как и его братья, получил образование в семинарии Троице-Сергиевой лавры, которую окончил в мае 1773 года. По окончании семинарии был поставлен в священники московской Церкви Иоанна Предтечи. По заданию Собрания, старающегося о переводе иностранных книг в 1773 году К. Я. Озерецковский перевел «Иродианову историю о римских государях, бывших после Марка Аврелия Антониана до избрания в императоры Гордиана младшего» (1774). В «Предуведомлении» К. Я. Озерецковский писал о том, что по содержащимся в этой «Истории» примерам «можно научиться общественному и особенному жития поведению, ибо нет никакой другой римской истории, которая бы толь многие и удивительные в Римском государстве в краткое время случившиеся перемены содержала».